# Annette Mingels

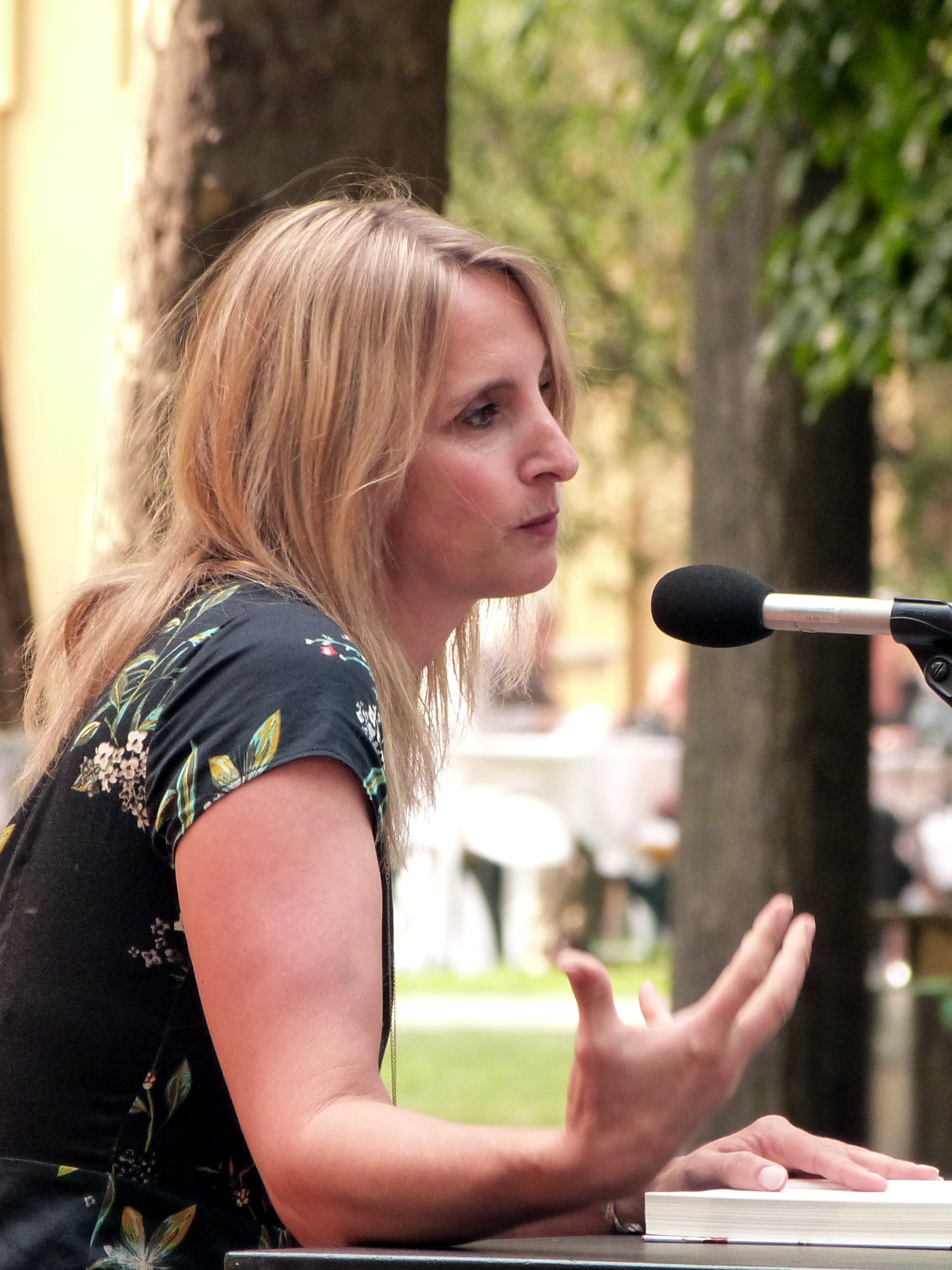
Annette Mingels auf dem Erlanger Poetenfest 2017

Annette Mingels (* 18. August 1971 in Köln) ist eine deutsche Schriftstellerin und Kulturjournalistin.

## Leben
Annette Mingels wurde 1971 in Köln geboren. Sie studierte Germanistik, Linguistik und Soziologie in Frankfurt, Köln, Bern und Fribourg und schloss mit einer germanistischen Promotion über Friedrich Dürrenmatt und Sören Kierkegaard ab: Die Kategorie des Einzelnen als gemeinsame Denkform. Von 1997 bis 2009 lebte sie in der Schweiz; neben der deutschen besitzt sie die schweizerische Staatsbürgerschaft. In der Schweiz hatte sie Lehraufträge an den Universitäten Neuenburg und Fribourg inne, außerdem am Schweizerischen Literaturinstitut in Biel. Von 2009 bis 2011 lebte sie in Montclair (USA), anschließend in Hamburg. Von 2018 bis 2021 lebte sie in San Francisco, seitdem bei Berlin.
Neben Romanen hat Annette Mingels auch Kurzgeschichten geschrieben, der erste Band Romantiker erschien 2007 und erhielt durchweg sehr gute Kritiken.
Mit ihrem 2020 erschienenen Buch Dieses entsetzliche Glück bediente Annette Mingels sich einer Romanform, die mehrere Episoden zu einem Ganzen verbindet. Ursula März bezeichnete sie in ihrer Zeit-Kritik als „Meisterin des Episodenromans“ und verglich sie mit der amerikanischen Autorin Elizabeth Strout: diese habe „eine deutschsprachige Schwester. Die heißt Mingels und hat mit Dieses entsetzliche Glück den schönsten ihrer Romane verfasst.“
2023 erschien im Penguin Verlag Mingels’ Roman Der letzte Liebende. Den Roman um Carl Kruger, einen emeritierten Chemieprofessor in seinem 80. Lebensjahr und klassischen ‚alten weißen Mann‘ empfahl Manuela Reichart in ihrer Kritik in RBB-Kultur: „Das ist das Tollste, was Literatur kann: Figuren zu zeigen, die auch in ihren Abgründen zu verstehen sind.“
Für ihre Bücher erhielt Annette Mingels zahlreiche Stipendien und Werkbeiträge. Für ihr Buch Was alles war (Knaus, 2017) außerdem den Buchpreis Familienroman der Stiftung Ravensburger Verlag.

## Werke (Auswahl)
- Romantiker. DuMont, Köln 2007, ISBN 3-8321-8014-1 (Erzählungen)
- Der aufrechte Gang. DuMont, Köln 2006, ISBN 3-8321-7965-8 (Roman)
- Die Liebe der Matrosen. Dumont, Köln 2005, ISBN 3-8321-7914-3 (Roman)
- Puppenglück. Zytglogge, Gümligen 2003, ISBN 3-7296-0658-1 (Roman)
- Tontauben. DuMont Buchverlag, Köln 2010 ISBN 978-3-8321-8534-3 (Roman). Rezension in FAZ.[7]
- Was alles war. Knaus, München 2017, ISBN 978-3-8135-0755-3 (Roman). Rezension in FAZ.[8]
- Dieses entsetzliche Glück. Penguin, München 2020, ISBN 978-3-328-60100-5 (Roman)
- Der letzte Liebende. Penguin, München 2023, ISBN 978-3-328-60295-8 (Roman)

## Auszeichnungen
- 2017: Buchpreis Familienroman Stiftung Ravensburger Verlag für "Was alles war"
- 2017: Platz 8 und Platz 5 auf der SWR-Bestenliste Mai und Juni (mit dem Roman "Was alles war")
- 2010: Kulturelle Auszeichnung des Kantons Zürich für den Roman "Tontauben"
- 2010: Platz 8/9 auf der SWR-Bestenliste Dezember (mit dem Roman: "Tontauben")
- 2008:  Stipendiatin  von HALMA dem  europäischen Netzwerk literarischer Zentren
- 2007: Kulturelle Auszeichnung des Kantons Zürich für "Romantiker. Geschichten von der Liebe"
- 2007: Platz 10 auf der SWR-Bestenliste Juni (mit dem Erzählband: "Romantiker"; ex aequo Max Goldt, Martin Walser)
- 2007: Förderpreis der Sylt-Quelle (für "Romantiker", Titelgeschichte des Erzählbandes)